# منشأة جنزور
منشأة جنزور إحدى قرى مركز طنطا التابع لمحافظة الغربية بجمهورية مصر العربية.

## التاريخ
تكونت القرية سنة 1881 وهي بذلك من قرى المحافظة الحديثة. فصلت القرية عن زمام دفرة سنة 1898 لتصبح ناحية منفصلة في السجالات المالية والإدارية. وردت القرية ضمن توابع مركز مليج بمديرية المنوفية في تعداد 1882، ولكن في التعداد التالي كانت من توابع مركز طنطا بالغربية.

## التعليم
تصل نسبة الأمية في القرية إلى 42.83% بين من تجاوزوا العاشرة من عمرهم، بينما تصل نسبة من حصلوا على تعليم جامعي إلى 3.28% من جملة السكان.

## السكان
بلغ عدد سكان منشأة جنزور 13,086 نسمة حسب تقدير عام 2018.
| السنة  | 1882 | 1897 | 1907 | 1927 | 1947 | 1960 | 1976 | 1986 | 1996 | 2006  | 2018   |
| ------ | ---- | ---- | ---- | ---- | ---- | ---- | ---- | ---- | ---- | ----- | ------ |
| القرية | 1453 | 2018 | 2097 | 2614 | 2821 | 2562 | 5116 | 6777 | 8480 | 9,867 | 13,086 |

## الأعلام
- يسري فودة (1964 -) هو صحفي وإعلامي وكاتب.